# مايكل باتلر (موسيقي)
مايكل باتلر (بالإنجليزية: Michael Butler)‏ هو موسيقي أمريكي، ولد في 24 ديسمبر 1961.